# マンテンホテルグループ
マンテンホテルグループ は、富山県富山市本町に本社を置く企業グループである。ホテルおよびホテル内の外食事業・スーパー銭湯の経営を主とするマンテンホテル株式会社と、不動産賃貸業務などの事業を主とする大谷天然瓦斯株式会社（おおたにてんねんがす）がある。

## マンテンホテル株式会社
1996年に設立。1999年4月1日に当時ワシントンホテルプラザのフランチャイズ店だった富山、高岡、上越のマンテンホテル（店名は「ワシントンホテル」）をマンテンホテル株式会社として分社し、店名を「マンテンホテル」に統一した。富山県富山市など北陸3県各地にホテルを展開している。各ホテルの電話番号下4桁は「100点満点」から「0100」に統一されている。
2010年4月には、大谷天然瓦斯から外食事業及びリフレッシュ事業を譲渡された。

## 現在のグループ店舗
詳細は、マンテンホテルグループ公式サイトのグループ店舗のご案内を参照。

### ホテル
ホテル運営部が運営。2019年時点、北陸3県で6軒のホテルを運営している。
富山マンテンホテル
- 富山県富山市本町2番17号（マンテンホテル本社所在地）
  - 1979年2月に着工、1980年3月20日にワシントンホテルプラザのフランチャイズ1号店『富山ワシントンホテル』として創業。11階建てで、当時は県内最多の客室数174室を有していたが[4]、1983年7月15日の増築オープンにより客室が既存部分を含めて294室となり、北陸最大（当時）の客室数となった[5]。2007年3月24日にマンテンプラザがオープンし[6]、同年4月11日客室を全面リニューアル[7]。ファミリー・グループ利用に最適な和洋室を設置し、客室数288室。さらに同年6月末、最上階のレストラン『ボン・クック』を改装し、立山連峰が一望できる展望大浴場「立山の湯」が完成（露天風呂・サウナ付）。女性専用として岩盤浴（有料）がある。同年7月9日を以て大規模リニューアルが完了した[8]。

高岡マンテンホテル駅前
- 富山県高岡市末広町1番8号（ウイング・ウイング高岡内）
  - 1987年6月15日に全国34番のワシントンホテル[9]『高岡ワシントンホテル』として創業し[10]、2004年4月1日に現在のウイング・ウイング高岡内に移転[11]。客室は233室（高岡市内最大）。

金沢マンテンホテル駅前
- 石川県金沢市北安江一丁目6番1号
  - 1999年9月28日、金沢駅西口に開業（開業当時の客室は北陸最大級の551室）[12]。2005年6月1日に露天風呂付の大浴場を開業[13]。

魚津マンテンホテル駅前
- 富山県魚津市釈迦堂一丁目14番8号
  - 2008年4月26日、魚津駅東口前に開業。鉄筋地上10階建て、延べ4,264m2。客室185室（新川地区最大規模）で富山県内初のオール電化型ホテル[14]。

福井マンテンホテル駅前
- 福井県福井市中央一丁目11番1号
  - 福井駅西口に2016年（平成28年）4月開業。複合商業施設「ハピリン」に隣接している。客室数は189室。

敦賀マンテンホテル駅前
- 福井県敦賀市国広町401番地4
  - 2011年3月開業で福井県初進出となる。客室は143部屋あり敦賀駅前から一番近い。

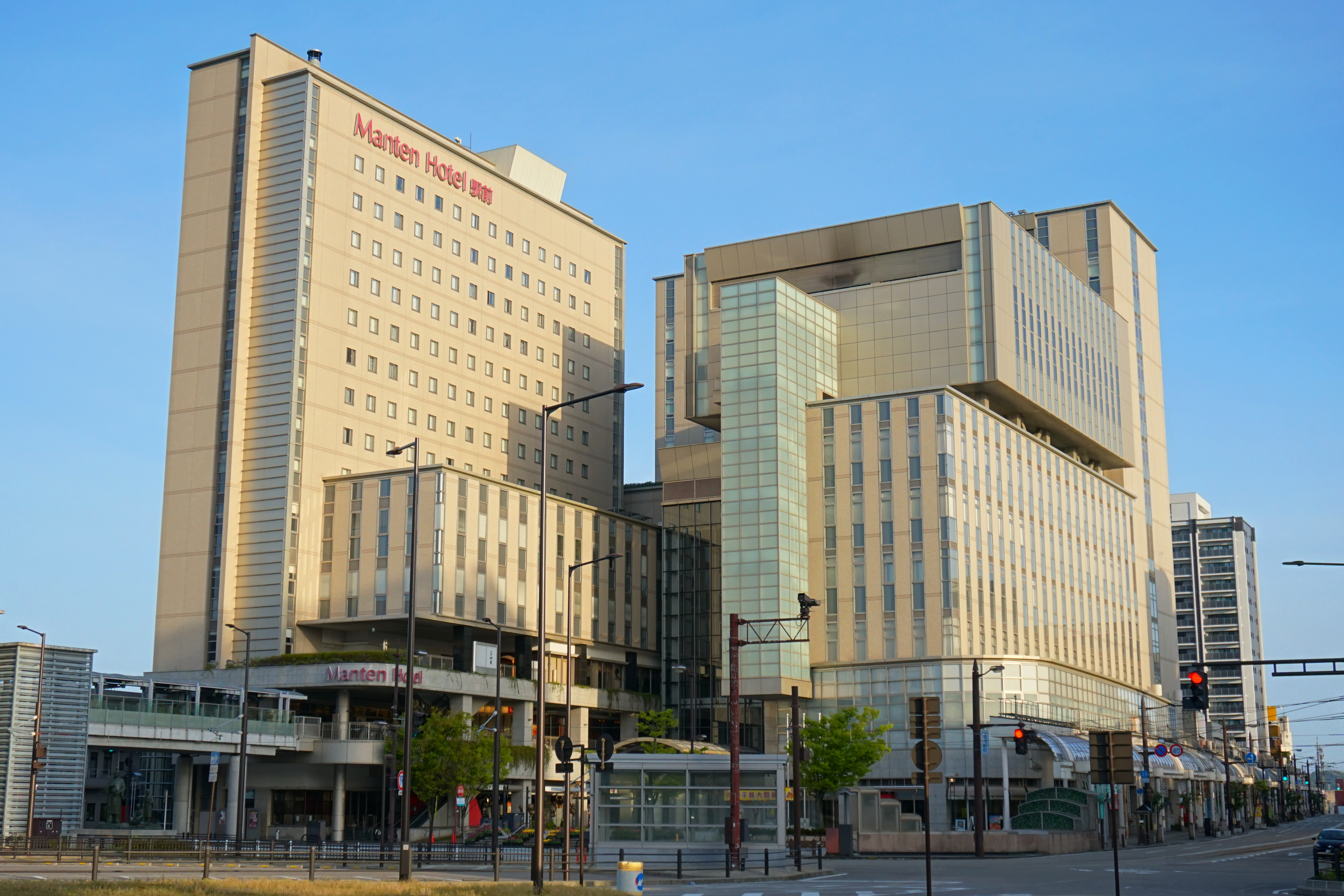
高岡マンテンホテル駅前（ウイング・ウイング高岡内）
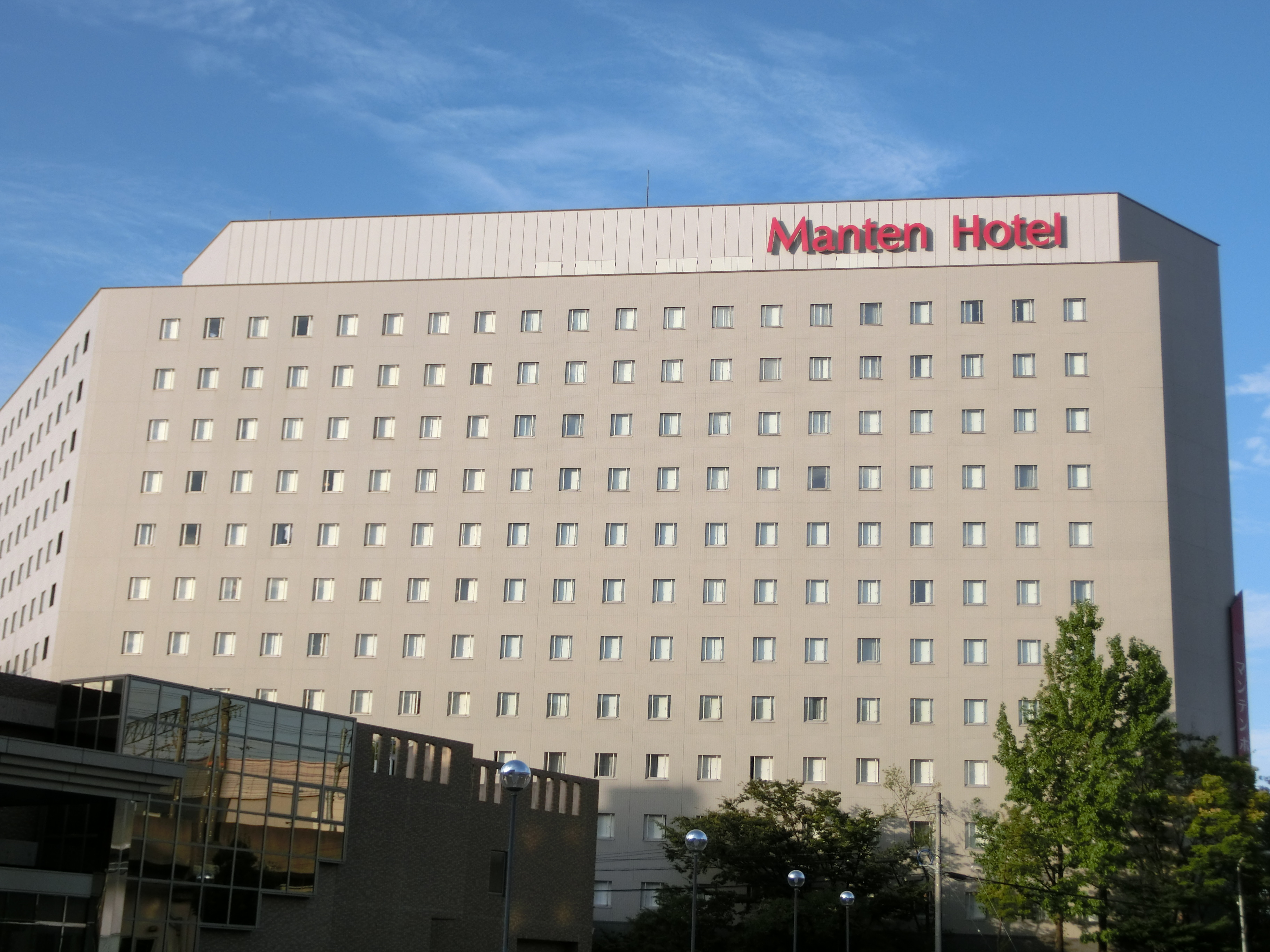
金沢マンテンホテル駅前
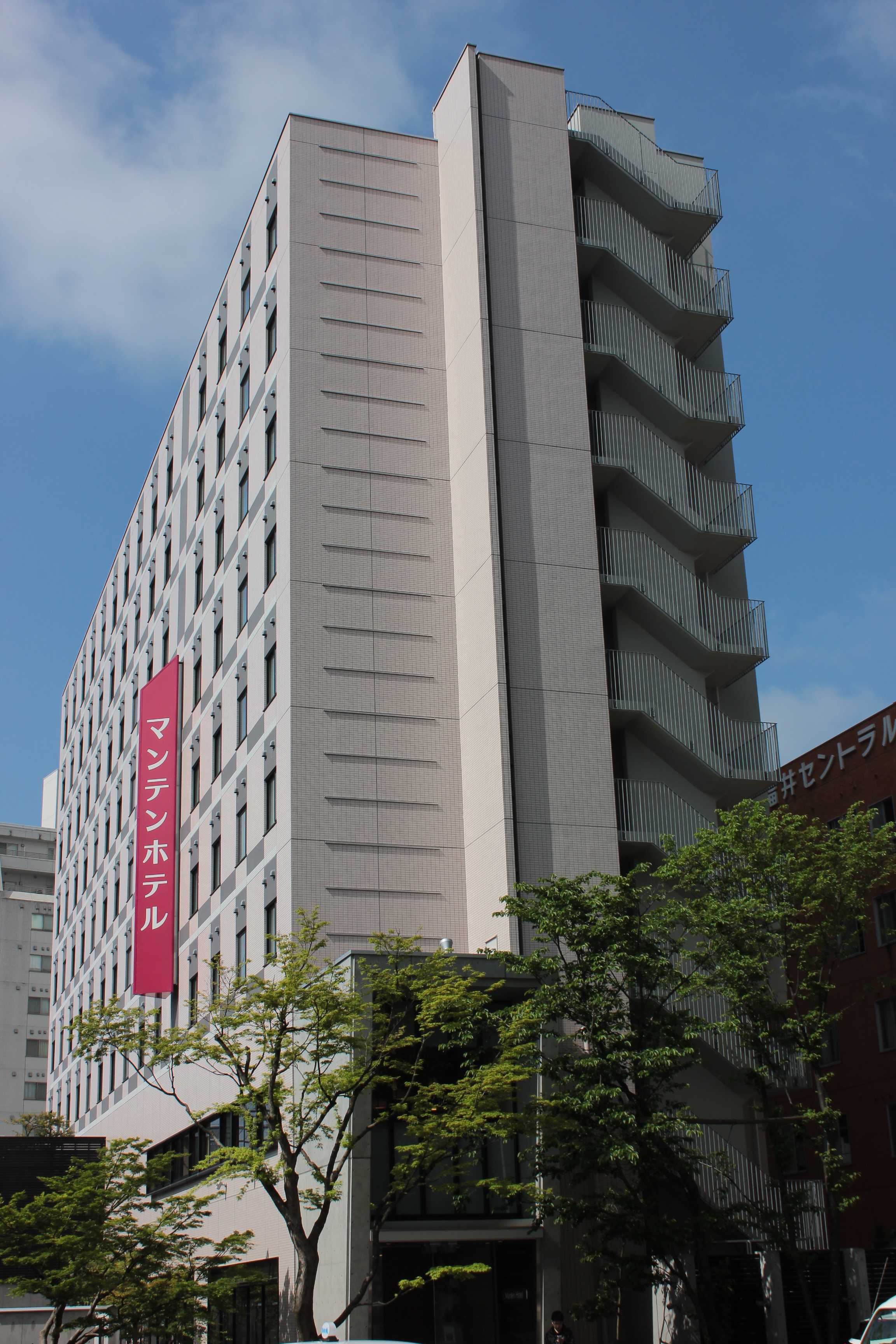
福井マンテンホテル駅前
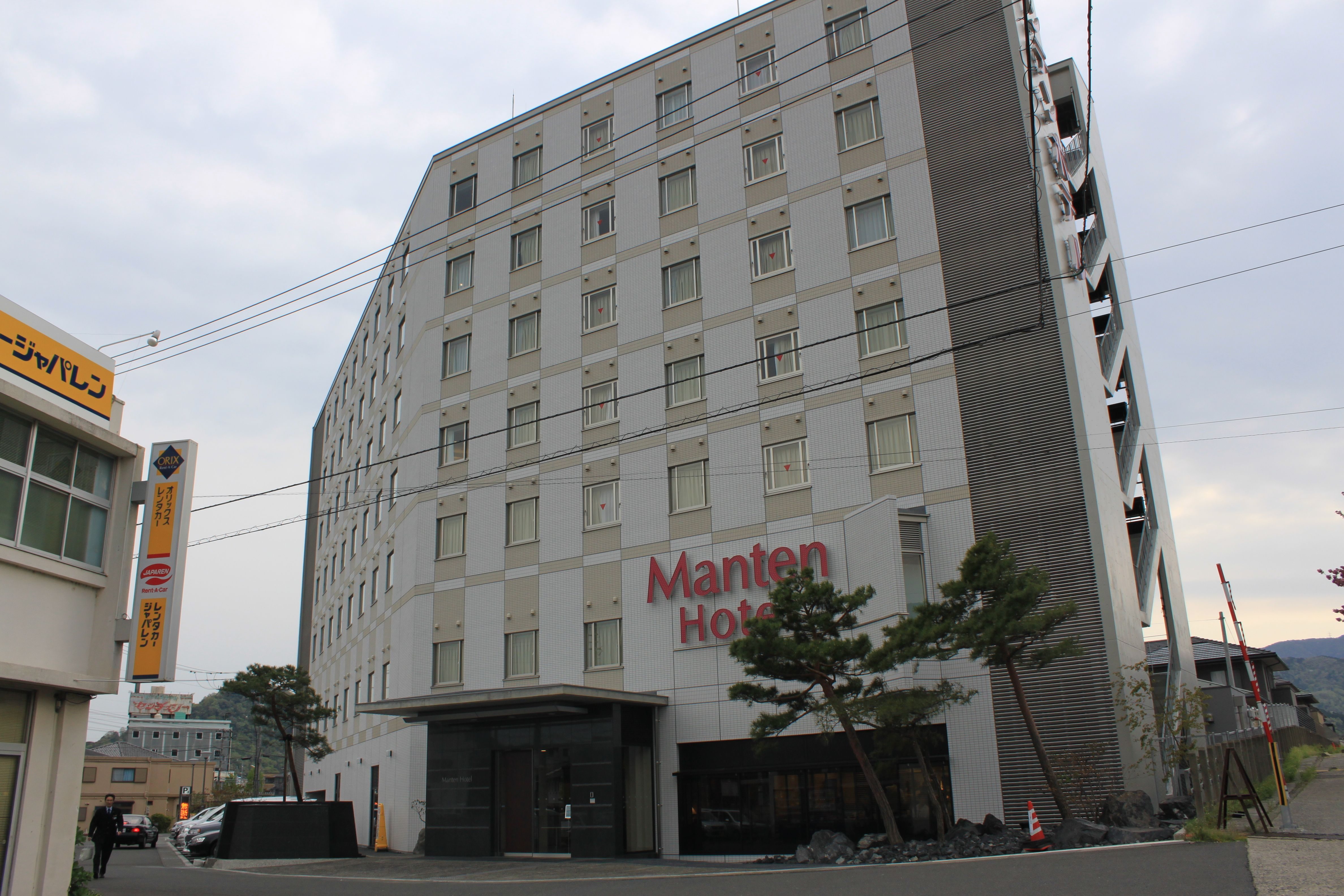
敦賀マンテンホテル駅前

### 満天の湯
リフレッシュ運営部が運営。スーパー銭湯を4店舗展開。
- 富山店（富山県富山市石金、外食本部と同居） - 2005年12月14日開業[15]。富山地方鉄道不二越駅の近くにある。
- 魚津店（富山県魚津市住吉） - 2009年3月24日開業[16]。水風呂は早月川の伏流水を使用している[17]。
- 金沢店（石川県金沢市中村町） - 2009年7月14日開業[18]、石川県で初出店となる。
- 白山インター店（石川県野々市市柳町） - 2018年8月1日に開業[19]。満天の湯で初めてとなるホテル併設型の店舗で、「満天の湯・道の宿」の名称が付けられている[19]。

### 外食事業
2021年時点、富山県ならびに石川県で5店舗を展開している。
- くろべ
- 辛子家
- 鯛家
- カフェ・ラルゴ
- カジュアルダイニングBON

## 過去のグループ店舗

### ホテル
上越マンテンホテル
新潟県上越市本町に1993年11月27日に『上越ワシントンホテル』として開業。鉄骨鉄筋造りで地下1階地上11階建て。延床面積約7,400 m2。客室は199室。結婚式場併設。
2006年、ソラーレホテルズアンドリゾーツ株式会社に営業譲渡された。
高岡マンテンホテル第一
富山県高岡市丸の内にあった。旧高岡ワシントンホテルから高岡マンテンホテル。高岡マンテンホテル駅前開業後も上記の名称に改称した上でしばらく存在したのち閉店。現在はアパホテル高岡丸の内。

### 万さく
2016年2月まで外食事業部が運営していた、富山県で展開するファミリーレストランチェーン。主に和食を扱っていた。2016年3月1日、長野市の建設会社『本久』に事業を譲渡した。
- 呉羽店（富山市、2000年開業）
- 新庄経堂店（富山市、2001年開業）
- 高岡駅南店（高岡市、2001年開業）
- 砺波店（砺波市、2002年開業）
- 布瀬店（富山市、2002年開業、2006年11月に『焼肉屋赤べこ』に業態転換していた時期あり）
- 魚津店（魚津市、2006年開業）

## 大谷天然瓦斯株式会社
1959年に創立。マンテンホテル株式会社の母体となった会社でもある。本社を富山市本町に、外食本部を富山市石金に置く。
創業当時は天然ガスの掘削が中心事業だったが、現在は不動産賃貸業務などを主要事業としている。1963年に天然ガスの探鉱中に長島温泉（三重県桑名市）を掘り当てる。かつてはファミリーレストランチェーンの『万さく』『焼肉屋赤べこ』と、スーパー銭湯の『満天の湯』を経営していたが、2010年4月にマンテンホテルに事業譲渡された。